# Tajni život ljubimaca
Tajni život ljubimaca (eng. The Secret Life of Pets) računalno je animirani film iz 2016. godine animacijskoga studija Illumination Entertainment. 
Redatelj filma je Chris Renaud, a glasove u originalnoj verziji posudili su između ostalih i Louis C.K., Eric Stonestreet, Kevin Hart, Jenny Slate, Ellie Kemper, Lake Bell, Dana Carvey, Hannibal Buress, Bobby Moynihan, Steve Coogan i Albert Brooks. Producenti su Chris Meledandri i Janet Healy, a film je distribuirao Universal Pictures.
Film je zaradio 875 milijuna dolara diljem svijeta. Recenzije i kritike su bile izuzetno pozitivne, pohvaljujući osobito inovativnu animaciju i duhovitost scenarija.
Film je dobio i nastavke. Tajni život ljubimaca 2 bila je uspješnija od prvog izvornog filma.

## Radnja
Što ljubimci rade kad vi niste doma? Terijer Max živi sa svojom vlasnicom Katie u stanu u New Yorku. I dok ona radi, Max se zabavlja s drugim kućnim ljubimcima u zgradi: mačkom Chloe, mopsom Melom, jazavčarom Buddyjem i papigicom Sweet Pea. Ali Maxov mirni i bezbrižni život dođe svome kraju kad Katie udomi mješanca Dukea, a Max postaje jako ljubomoran. Iznerviran Maxovim ponašanjem, Duke ga pokuša ostaviti u uličici, no obojica se nađu u neprilici kada ih mačke, koje vodi Sphynx Ozone, napadnu i skinu im ogrlice pa sada izgledaju kao beskućnici kojim je za petama inspekcija. No kada Gidget, pomeranka zaljubljena u Maxa, otkrije da je ovaj nestao, ona ga odluči pronaći. Maxa i Dukea spašava bijeli zec po imenu Snowball, vođa bande životinja, koja živi u kanalizaciji i mrzi ljude koji su ih maltretirali i zatim odbacili. U produkciji Illumination studija i filmaša koji su realizirali sjajni serijal “Kako je Gru ukrao Mjesec”: redatelja Chrisa Renauda, suredatelja Yarrowa Cheneya, scenarista Briana Lyncha, Cinca Paula i Kena Dauria, 2016. pojavio se prvi dio “Tajni život kućnih ljubimaca” koji je u svijetu skupio 875 milijuna dolara te postao šesti po zaradi i najprofitabilniji film te godine. Dinamičan, komičan i nezahtjevan za gledanje, film je odlična razbibriga za obitelj te je redom primio pozitivne ocjene, dok ga je kritika okarakterizirala kao “Priču za igračke”, ali sa životinjama, štoviše, povučena je paralela između odnosa Maxa i Dukea te Woodyja i Buzza Lightyeara iz “Priče iz igračaka”, koji ističe važnost prijateljstva i timskog rada, u ovom izvanrednom ostvarenju koje je 2019. dobilo za sada jedini nastavak.

## Glavne uloge
- Louis C.K. - Max
- Eric Stonestreet - Duke
- Kevin Hart - Snowball
- Jenny Slate - Gidget
- Ellie Kemper - Katie
- Lake Bell - Chloe
- Dana Carvey - Pops
- Hannibal Buress - Buddy
- Bobby Moynihan - Mel
- Tara Strong - Sweetpea
- Steve Coogan - Ozone
- Albert Brooks - Tiberius
- Chris Renaud - Norman
- Michael Beattie - Tattoo
- Sandra Echeverría - Maria
- Jaime Camil - Fernando
- Kiely Renaud - Molly

## Hrvatska sinkronizacija
| Ime      | Engleska inačica | Hrvatska inačica |
| -------- | ---------------- | ---------------- |
| Max      | Louis C.K.       | Marko Makovičić  |
| Duje     | Eric Stonestreet | Bojan Navojec    |
| Grudica  | Kevin Hart       | Jan Kerekeš      |
| Tiberije | Albert Brooks    | Ljubomir Kerekeš |
| Gigi     | Jenny Slate      | Amanda Prenkaj   |
| Chloe    | Lake Bell        | Daria Knez       |
| Katie    | Ellie Kemper     | Ana Vilenica     |
| Mel      | Bobby Moynihan   | Alen Šalinović   |
| Norman   | Chris Renaud     | Luka Petrušić    |
| Bud      | Hannibal Buress  | Dušan Bućan      |
| Japa     | Dana Carvey      | Dražen Bratulić  |
| Ozon     | Steve Coogan     | Krešimir Mikić   |

### Ostali glasovi
- Doris Pinčić
- Iva Šulentić
- Željko Duvnjak
- Davor Svedružić
- Mladen Vujčić
- Duško Valentić
- Luka Petrušić
- Dušan Gojić
- Mima Karaula
- Martina Kapitan Bregović
- Maja Mejovšek Haluza
- Dario Ćurić
- Ivan Šatalić
- Dragan Peka

### Sinkronizacija
- Sinkronizacija: Duplicato Media d.o.o.
- Redatelj dijaloga: Tomislav Rukavina
- Prijevod i adaptacija: Davor Slamnig

## Unutarnje poveznice
- Illumination Entertainment
- Universal Pictures

## Vanjske poveznice
- Tajni život ljubimaca u internetskoj bazi filmova IMDb-a (engl.)
- Tajni život ljubimaca na Rotten Tomatoes (engl.)